# Lotus (альбом Little Simz)
| Совокупная оценка    | Совокупная оценка |
| Источник             | Оценка            |
| -------------------- | ----------------- |
| AnyDecentMusic?      | 8.6/10            |
| Metacritic           | 89/100            |
| Оценки критиков      |                   |
| Источник             | Оценка            |
| AllMusic             | [ 3 ]             |
| Clash                | 9/10              |
| DIY                  | [ 5 ]             |
| The Independent      | [ 6 ]             |
| The Line of Best Fit | 9/10              |
| Mojo                 | [ 8 ]             |
| MusicOMH             | [ 9 ]             |
| NME                  | [ 10 ]            |
| Rolling Stone        | [ 11 ]            |
| The Skinny           | [ 12 ]            |

Lotus — шестой студийный альбом британской певицы, рэперши и актрисы Little Simz (настоящее имя Simbiatu «Simbi» Abisola Abiola Ajikawo), изданный 6 июня 2025 года лейблом AWAL. Он включает в себя гостевые выступления Obongjayar, Moonchild Sanelly, Lydia Kitto, Moses Sumney, Miraa May, Yukimi Nagano, Wretch 32, Cashh, Майкл Киванука, Yussef Dayes и Sampha. Lotus — это хип-хоп-альбом, содержащий элементы джаза, панка и фанка.

## История
После выпуска своего пятого студийного альбома No Thank You в конце 2022 года рэперша продолжала активно работать, выпустив свой первый мини-альбом Drop 7 (2024), отдельный сингл «Hello, Hi» в декабре 2024 года и сотрудничая с несколькими артистами, включая Coldplay, Sampha и Wretch 32. 26 февраля 2025 года она объявила о выпуске своего шестого студийного альбома .
Lotus знаменует собой уход рэпера от давнего соавтора Inflo, который продюсировал и соавторствовал её последние три альбома, а также от его жены, певицы Cleo Sol, которая исполняла вокальные партии на этих альбомах. Хотя Little Simz и Inflo уже начали процесс записи нового альбома, между ними возник финансовый конфликт, в результате которого она подала на него в суд на общую сумму 1,7 миллиона фунтов стерлингов за ссуды, которые он якобы ей должен был. Она отказалась от новых альбомов, над которыми работала с Inflo, и начала сотрудничать с Майлзом Клинтоном Джеймсом (известным как продюсер Kokoroko) над Lotus. Хотя Inflo нигде явно не упоминается в альбоме, его конфликт с рэпером, по-видимому, оказал большое влияние на тексты и атмосферу альбома. Как пишет журналист Guardian Ланре Бакаре: «Lotus воспринимается как своего рода альбом о разрыве, не романтическом, но все же глубоко личном, поскольку партнёрство Симз и Инфло разваливается и подвергается тщательному анализу».

## Отзывы
Альбом получил положительные отзывы музыкальной критики и интернет-изданий. Он получил 89 из 100 баллов на интернет-агрегаторе Metacritic, что указывает на «всеобщее признание». Сайт AnyDecentMusic? дал ему 8.6 из 10.
Кьянн-Сиан Уильямс из NME написал: «Lotus не всегда легко слушать, и иногда правды в его строках больше похожи на записи из дневника, чем на тексты рэпа, но, возможно, в этом и заключается его цель. В 13 треках Simz просеивает горе, давление, выгорание и духовное осознание с восхитительной уязвимостью, что делает его одним из её самых важных произведений с эмоциональной, а не звуковой точки зрения. Здесь Simz обнажена до корней, исцеляясь в реальном времени. Сырой, несовершенный и глубоко человечный — вот как на самом деле звучит расцвет». Нил Маккормак из The Telegraph дал альбому четыре звезды из пяти и написал: «Lotus — увлекательный и мощно честный альбом. Но в то время как цветок в названии символизирует возрождение и просветление во многих культурах, здесь он, кажется, больше напоминает о чем-то прекрасном, расцветающем в очень тёмном месте».

## Список композиций
| №                   | Название                                              | Автор(ы)                                                                  | Длительность |
| ------------------- | ----------------------------------------------------- | ------------------------------------------------------------------------- | ------------ |
| 1.                  | «Thief»                                               | Simbiatu Ajikawo Alexander Bonfanti Miles Clinton James                   | 4:00         |
| 2.                  | «Flood» (при участии Obongjayar и Moonchild Sanelly)  | Ajikawo James Dacoury Natche Sanelisiwe Sanelly Jonah Stevens Steven Umoh | 2:47         |
| 3.                  | «Young»                                               | Ajikawo James                                                             | 2:50         |
| 4.                  | «Only» (при участии Lydia Kitto)                      | Ajikawo James Lydia Kitto Jermaine Scott                                  | 3:35         |
| 5.                  | «Free»                                                | Ajikawo Josh Arce Bonfanti James                                          | 3:35         |
| 6.                  | «Peace» (при участии Moses Sumney и Miraa May)        | Ajikawo James Miraa May Natche Moses Sumney Stevens                       | 4:27         |
| 7.                  | «Hollow»                                              | Ajikawo James                                                             | 2:54         |
| 8.                  | «Lion» (при участии Obongjayar)                       | Ajikawo James Umoh Malik Venner                                           | 2:57         |
| 9.                  | «Enough» (при участии Yukimi Nagano)                  | Ajikawo James Yukimi Nagano                                               | 3:02         |
| 10.                 | «Blood» (при участии Wretch 32 и Cashh)               | Ajikawo James Natche Cashief Nichols Scott Stevens                        | 4:28         |
| 11.                 | «Lotus» (при участии Michael Kiwanuka и Yussef Dayes) | Ajikawo Yussef Dayes James Hannah Khemoh Michael Kiwanuka                 | 6:35         |
| 12.                 | «Lonely»                                              | Ajikawo James                                                             | 4:25         |
| 13.                 | «Blue» (при участии Sampha)                           | Ajikawo James Sampha Sisay                                                | 4:13         |
| Общая длительность: | Общая длительность:                                   | Общая длительность:                                                       | 49:55        |

## Чарты
| Чарт (2025)                          | Высшая позиция |
| ------------------------------------ | -------------- |
| Япония Dance & Soul Albums (Oricon)  | 2              |
| Япония International Albums (Oricon) | 16             |